# Municipalité régionale de Waterloo
Pour les articles homonymes, voir Waterloo (homonymie).
La Municipalité régionale de Waterloo (communément appelée la Région de Waterloo) est une municipalité régionale de l'Ontario (Canada). Au recensement de 2006, on y a dénombré une population de 478 121 habitants.

## Situation
Elle est située à l'ouest de Toronto.
Elle est constituée des villes de Kitchener, Cambridge et Waterloo, des cantons de Wellesley, Woolwich, Wilmot et North Dumfries.
Sa taille est de 1 382 km2 et le centre administratif est à Kitchener.

## Communautés
Dans les cantons, il y a de nombreuses communautés. Certaines étaient anciennement indépendantes, avant la fusion avec la municipalité régionale. Ces communautés sont : Ayr, Baden, Bloomingdale, Breslau, Conestogo, Doon, Elmira, Freeport, Heidelberg, Mannheim, Maryhill, New Dundee, New Hamburg, Petersberg, Roseville, St. Agatha, St. Jacobs, Wellesley, West Montrose, et Winterbourne.

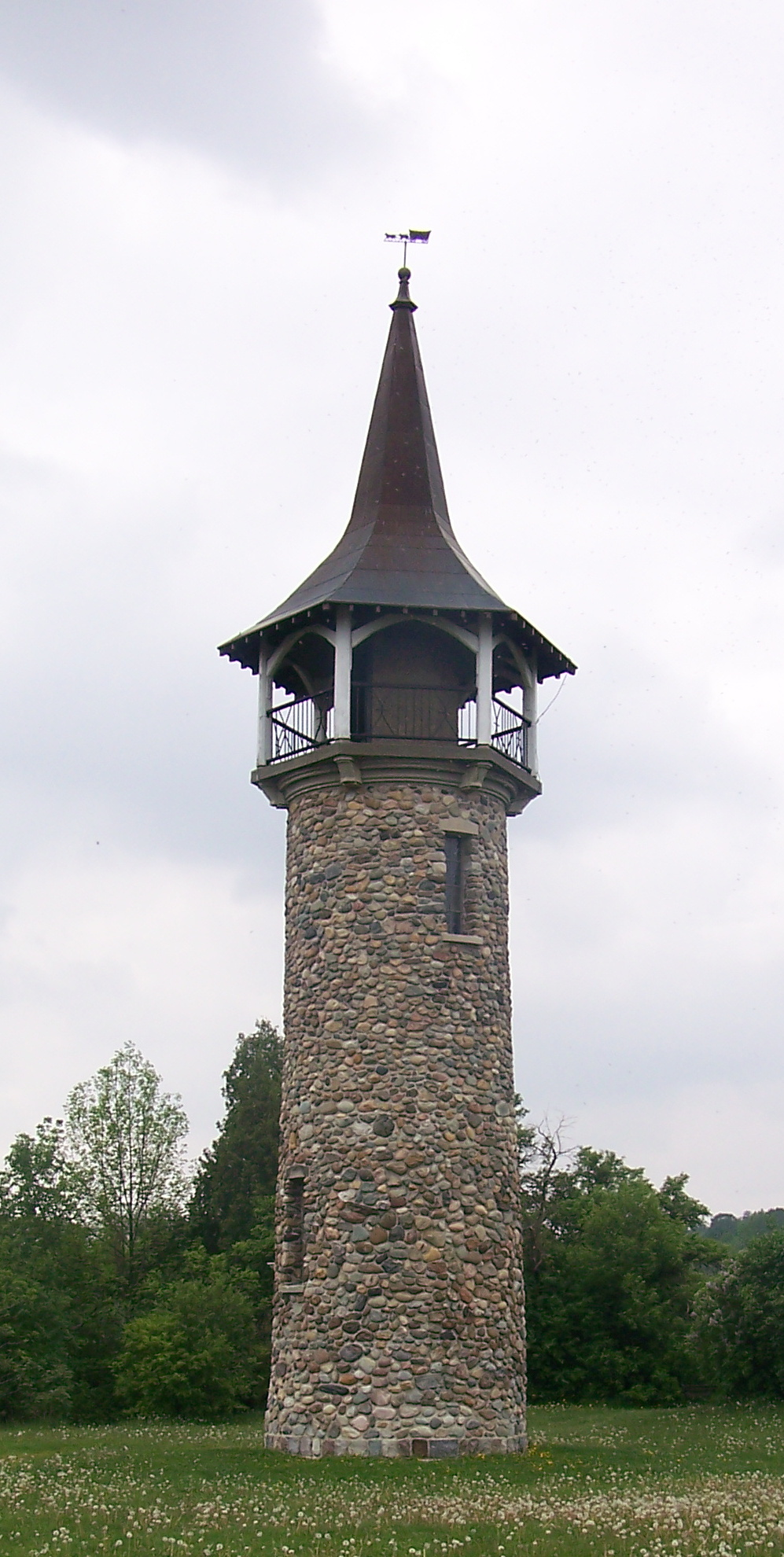
La tour commémorative des pionniers, dédiée aux pionniers allemands de Pennsylvanie arrivés entre 1800 et 1803.

## Éducation
La Région de Waterloo possède plusieurs établissements d'enseignement supérieur. Il s'agit notamment de l'Université de Waterloo, de l'Université Wilfrid-Laurier et du Conestoga College.

## Économie
La région est connue pour les hautes technologies. Quelques-uns des principaux employeurs de la région sont :
- Financière Manuvie
- Financière Sun Life
- Research In Motion
- Miovision Technologies
- Open Text Corporation